# 港元隔夜平均指數
港元隔夜平均指數（英語：Hong Kong Dollar Overnight Index Average，簡稱HONIA），是指按照實際交易計算所得的銀行同業隔夜拆借利率。2019年10月30日，有銀行進行了首宗港元隔夜平均指數與香港銀行同業拆息的利率掉期交易。

## 作為利率基準
因2012年倫敦同業拆放利率操控事件引起了監管機構對利率基準改革的關注。2019年2月，香港財資市場公會建議採用港元隔夜平均指數（HONIA）作為香港銀行同業拆息（HIBOR）以外的另一個參考利率。
由於港元隔夜平均指數（HONIA）基於實際的交易資料而不是銀行提供的報價資料，所以較難被操控，且透明度較高。香港金融管理局將研究有關建議，並表示因技術困難難以全面轉用港元隔夜平均指數（HONIA），暫時亦無意取消香港銀行同業拆息（HIBOR）。2019年10月23日，金管局公佈將定期進行調查本地銀行將利率基準由香港銀行同業拆息過渡至港元隔夜平均指數的進度。

## 限制
港元隔夜平均指數目前主要為隔夜拆息，缺乏不同的到期日的利率，因此難以建構完整的孳息曲線，而香港銀行同業拆息（HIBOR）則提供了隔夜、1星期、2星期、1個月、2個月、3個月、6個月及12個月的利率參考。

## 外部連結
（页面存档备份，存于）Specifications of HKD Overnight Index Average (HONIA)
 （页面存档备份，存于）財資市場公會